# El Tepuche
El Tepuche är en ort i Mexiko.   Den ligger i kommunen Culiacán och delstaten Sinaloa, i den västra delen av landet, 1 000 km nordväst om huvudstaden Mexico City. El Tepuche ligger 68 meter över havet och antalet invånare är 804.
Terrängen runt El Tepuche är platt åt sydväst, men åt nordost är den kuperad. Runt El Tepuche är det ganska tätbefolkat, med 155 invånare per kvadratkilometer. Närmaste större samhälle är Culiacán, 17,4 km söder om El Tepuche. I omgivningarna runt El Tepuche växer huvudsakligen savannskog.